# Nikki Reed
Nicole Elizabeth Reed (Los Angeles, 17 mei 1988) is een Amerikaans actrice, producer en scenarioschrijfster.

## Biografie
Reed werd geboren in Los Angeles. Ze werd beroemd door Catherine Hardwicke, een regisseur die een relatie heeft gehad met haar vader. Ze schreven samen een film over het schokkende leven van Reed: Thirteen. Deze film werd een enorm succes en werd in eind 2003 uitgebracht.
Hoewel Reed eigenlijk geen actrice was, werd ze toch beroemd en acteert ook tegenwoordig in minder bekende films. Ze kreeg ook een rol in The O.C..
Reed is ook bekend als Rosalie Hale in Twilight, een film gebaseerd op het boek met dezelfde naam geschreven door Stephenie Meyer. Ze keerde ook terug in het tweede (New Moon), derde (Eclipse) en vierde deel (Breaking Dawn Part 1 en Part 2) van de Twilight Saga.
Reed is getrouwd met acteur Ian Somerhalder, met wie ze in 2017 een kind kreeg.

## Filmografie
- Bibliothèque nationale de France: cb157774140 (data)
- Gemeinsame Normdatei: 1017964416
- International Standard Name Identifier: 0000 0001 1436 4284
- Library of Congress Control Number: no2004023374
- MusicBrainz: 23d39880-d831-4c39-a5dc-2cef17871970
- Nationale Bibliotheek van Tsjechië: xx0097925
- Nationale Bibliotheek van Israël: 987008707587805171
- Réseau des bibliothèques de Suisse occidentale: 02-A010923906
- Système universitaire de documentation: 17894971X
- Virtual International Authority File: 341370
- WorldCat: E39PBJqKb8GVYp7WHQ6RQQpwYP